# Club Atlas
A Club Social y Deportivo Atlas de Guadalajara (röviden Club Atlas) a mexikói Guadalajara város egyik labdarúgócsapata, klubszínei a piros és a fekete. Háromszoros bajnok (1950–1951, 2021-es Apertura és 2022-es Clausura) és négyszeres kupagyőztes. Jelenleg is az első osztályú bajnokságban szerepel.

## Története
Az Atlast 1916-ban alapította néhány fiatal, akik úgy gondolták, a mexikói foci hanyatlóban van, és ezen változtatni szerettek volna. Nevüket a Földet tartó Atlasz után választották, piros–fekete színeik pedig onnan származnak, hogy néhány alapító az Ampleforth kollégium tagja volt. Az első bajnokság, amiben részt vettek, egy 1915–1916-os torna volt négy csapat részvételével. 1919-ben már Mexikóvárosba is ellátogattak, ahol az Real Club España vendégeiként léptek pályára.
Az 1943-ban indult professzionális bajnokságban az első év október 17-én szerepeltek először: egy 4–2-es vereséggel kezdtek az Asturias ellen. 1946-ban a kupát is megnyerték, csakúgy, mint 1950-ben. Első, és évtizedekig egyetlen bajnoki címüket az 1950–1951-es szezonban szerezték meg. Három év múlva azonban már a másodosztálybeli szereplést is megismerhették, igaz, egy év múlva vissza is jutottak a legmagasabb szintre. Ugyanez megismétlődött 1971-ben is: kiestek, majd azonnal visszajutottak. Eközben azonban még két kupagyőzelem is belefért: 1962-ben és 1968-ban. A 2021-es Apertura szezonban, 70 évvel az első bajnoki címük után másodszor is megnyerték a bajnokságot, majd a következő szezonban megismételték ezt a sikert.

## Bajnoki eredményei
A csapat első osztályú szereplése során az alábbi eredményeket érte el:

### A régi rendszerben
| Év        | Helyezés |
| --------- | -------- |
| 1943–1944 | 5. hely  |
| 1944–1945 | 6. hely  |
| 1945–1946 | 8. hely  |
| 1946–1947 | 5. hely  |
| 1947–1948 | 3. hely  |
| 1948–1949 | 2. hely  |
| 1949–1950 | 6. hely  |
| 1950–1951 | Bajnok   |
| 1951–1952 | 3. hely  |
| 1952–1953 | 4. hely  |
| 1953–1954 | 12. hely |
| 1955–1956 | 12. hely |
| 1956–1957 | 6. hely  |
| 1957–1958 | 4. hely  |
| 1958–1959 | 5. hely  |
| 1959–1960 | 3. hely  |
| 1960–1961 | 3. hely  |
| 1961–1962 | 11. hely |
| 1962–1963 | 4. hely  |
| 1963–1964 | 10. hely |
| 1964–1965 | 9. hely  |
| 1965–1966 | 2. hely  |
| 1966–1967 | 7. hely  |
| 1967–1968 | 10. hely |
| 1968–1969 | 6. hely  |
| 1969–1970 | 12. hely |

### A rájátszásos rendszerben
| Év                | Alapszakasz-helyezés                                                           | Eredmény a rájátszásban |
| ----------------- | ------------------------------------------------------------------------------ | ----------------------- |
| México 1970       | 5. hely                                                                        | 6. hely                 |
| 1970–1971         | 18. hely                                                                       |                         |
| 1972–1973         | 3. hely                                                                        | Elődöntős               |
| 1973–1974         | 9. hely                                                                        |                         |
| 1974–1975         | 9. hely                                                                        |                         |
| 1975–1976         | 11. hely                                                                       |                         |
| 1976–1977         | 17. hely                                                                       |                         |
| 1977–1978         | 19. hely                                                                       |                         |
| 1979–1980         | 18. hely                                                                       |                         |
| 1980–1981         | 20. hely                                                                       |                         |
| 1981–1982         | 20. hely                                                                       |                         |
| 1982–1983         | 15. hely                                                                       |                         |
| 1983–1984         | 18. hely                                                                       |                         |
| 1984–1985         | 7. hely                                                                        | Elődöntős               |
| Prode 1985        | 16. hely                                                                       |                         |
| México 1986       | 14. hely                                                                       |                         |
| 1986–1987         | 18. hely                                                                       |                         |
| 1987–1988         | 13. hely                                                                       |                         |
| 1988–1989         | 19. hely                                                                       |                         |
| 1989–1990         | 13. hely                                                                       |                         |
| 1990–1991         | 8. hely                                                                        |                         |
| 1991–1992         | 14. hely                                                                       |                         |
| 1992–1993         | 12. hely                                                                       |                         |
| 1993–1994         | 5. hely                                                                        | Negyeddöntős            |
| 1994–1995         | 13. hely                                                                       |                         |
| 1995–1996         | 3. hely                                                                        | Negyeddöntős            |
| 1996 tél          | 7. hely                                                                        | Negyeddöntős            |
| 1997 nyár         | 16. hely                                                                       |                         |
| 1997 tél          | 7. hely                                                                        | Negyeddöntős            |
| 1998 nyár         | 4. hely                                                                        | Elődöntős               |
| 1998 tél          | 8. hely                                                                        | Elődöntős               |
| 1999 nyár         | 2. hely                                                                        | 2. hely                 |
| 1999 tél          | 1. hely                                                                        | Elődöntős               |
| 2000 nyár         | 5. hely                                                                        | Negyeddöntős            |
| 2000 tél          | 8. hely                                                                        | Elődöntős               |
| 2001 nyár         | 12. hely                                                                       |                         |
| 2001 tél          | 11. hely                                                                       |                         |
| 2002 nyár         | 5. hely                                                                        | Negyeddöntős            |
| 2002 Apertura     | 15. hely                                                                       |                         |
| 2003 Clausura     | 6. hely                                                                        | Negyeddöntős            |
| 2003 Apertura     | 18. hely                                                                       |                         |
| 2004 Clausura     | 7. hely                                                                        | Negyeddöntős            |
| 2004 Apertura     | 4. hely                                                                        | Elődöntős               |
| 2005 Clausura     | 18. hely                                                                       |                         |
| 2005 Apertura     | 10. hely                                                                       |                         |
| 2006 Clausura     | 14. hely                                                                       |                         |
| 2006 Apertura     | 6. hely                                                                        | Negyeddöntős            |
| 2007 Clausura     | 6. hely                                                                        | Negyeddöntős            |
| 2007 Apertura     | 18. hely                                                                       |                         |
| 2008 Clausura     | 9. hely                                                                        |                         |
| 2008 Apertura     | 11. hely                                                                       |                         |
| 2009 Clausura     | 13. hely                                                                       |                         |
| 2009 Apertura     | 15. hely                                                                       |                         |
| 2010 Bicentenario | 10. hely                                                                       |                         |
| 2010 Apertura     | 18. hely                                                                       |                         |
| 2011 Clausura     | 10. hely                                                                       |                         |
| 2011 Apertura     | 18. hely                                                                       |                         |
| 2012 Clausura     | 11. hely                                                                       |                         |
| 2012 Apertura     | 17. hely                                                                       |                         |
| 2013 Clausura     | 3. hely                                                                        | Negyeddöntős            |
| 2013 Apertura     | 15. hely                                                                       |                         |
| 2014 Clausura     | 12. hely                                                                       |                         |
| 2014 Apertura     | 3. hely                                                                        | Negyeddöntős            |
| 2015 Clausura     | 4. hely                                                                        | Negyeddöntős            |
| 2015 Apertura     | 16. hely                                                                       |                         |
| 2016 Clausura     | 15. hely                                                                       |                         |
| 2016 Apertura     | 15. hely                                                                       |                         |
| 2017 Clausura     | 6. hely                                                                        | Negyeddöntős            |
| 2017 Apertura     | 8. hely                                                                        | Negyeddöntős            |
| 2018 Clausura     | 15. hely                                                                       |                         |
| 2018 Apertura     | 17. hely                                                                       |                         |
| 2019 Clausura     | 13. hely                                                                       |                         |
| 2019 Apertura     | 14. hely                                                                       |                         |
| 2020 Clausura     | 17. hely Nem hivatalos eredmény, mivel a bajnokságot 10 forduló után törölték. |                         |
| 2020 Apertura     | 16. hely                                                                       |                         |
| 2021 Clausura     | 7. hely                                                                        | Negyeddöntős            |
| 2021 Apertura     | 2. hely                                                                        | Bajnok                  |
| 2022 Clausura     | 3. hely                                                                        | Bajnok                  |
| 2022 Apertura     | 17. hely                                                                       |                         |
| 2023 Clausura     | 9. hely                                                                        | Negyeddöntős            |
| 2023 Apertura     | 17. hely                                                                       |                         |
| 2024 Clausura     | 17. hely                                                                       |                         |

## Stadion
Az 56 713 férőhelyes (más forrás szerint 63 163 fős) Estadio Jalisco Guadalajara központjától északkeletre található. 1954-ben tervezte el a klub akkori elnöke, Alberto Alvo, hogy a csapat számára egy saját stadiont kellene építeni. A nehézségek ellenére a stadion mintegy 6 év alatt fel is épült, ünnepélyes avatását 1960. január 31-én tartották.
Az épületbe 14 kapun keresztül léphetünk be, három szinten összesen 646 lelátószektora van, és 8 öltözővel rendelkezik. A gyepszőnyeget az év 365 napján gondozzák. 1960-ban egy kis kápolnát is felszenteltek a stadionon belül, ahol minden mérkőzés előtt szentmisét tartanak. A stadion melletti 572 férőhelyes parkoló bővítése tervben van.
A stadion szerepelt mind az 1970-es, mind az 1986-os labdarúgó-világbajnokság helyszínei között.

## Utánpótlás
Az Atlas Mexikó számos településén működtet utánpótlásképző egyesületeket: csak a guadalajarai agglomerációban 25-öt, emellett pedig Cozumelben, Chetumalban, Playa del Carmenben, Cancúnban, Zoh-Lagunában, egy Kalalmun nevű helyen, Uruapanban, Manzanillóban, Santiago de Querétaróban, Zihuatanejóban, San Luis Potosíban, Bahía de Banderas községben, Escuinapa de Hidalgóban, Fresnillóban, Guadalupében, Yurécuaróban, Tijuanában, Ciudad Victoriában, Déli-Alsó-Kaliforniában Los Cabos községben, Ensenadában, Mexicaliban, Irapuatóban, Santiago Guanajuato völgyében, Leónban, Salamancában, Uriangatóban, Abasolóban, San Pablo Casacuaránban, Celayában, San Juan del Ríóban, Acapulcóban, Xalapa-Enríquezben, Texcocóban, San Francisco Coacalcóban, Jonacatepecben, a Puebla és Tehuacán közti út mentén, Ecatepec de Morelosban, Naucalpan de Juárezben, Cuautitlánban, Cuautitlán Izcalliban, Iguala de la Independenciában és Mexikóvárosban. Ezeken kívül még az USA területén is működnek Atlas-utánpótlásképzők.